# Alectoris chukar
Il chukar (Alectoris chukar (Gray, 1830)), o coturnice orientale, è un uccello della famiglia dei Fasianidi, diffuso nelle distese eurasiatiche.
È l'uccello nazionale del Pakistan e il suo nome deriva dal termine urdu Chakhoor.

## Descrizione

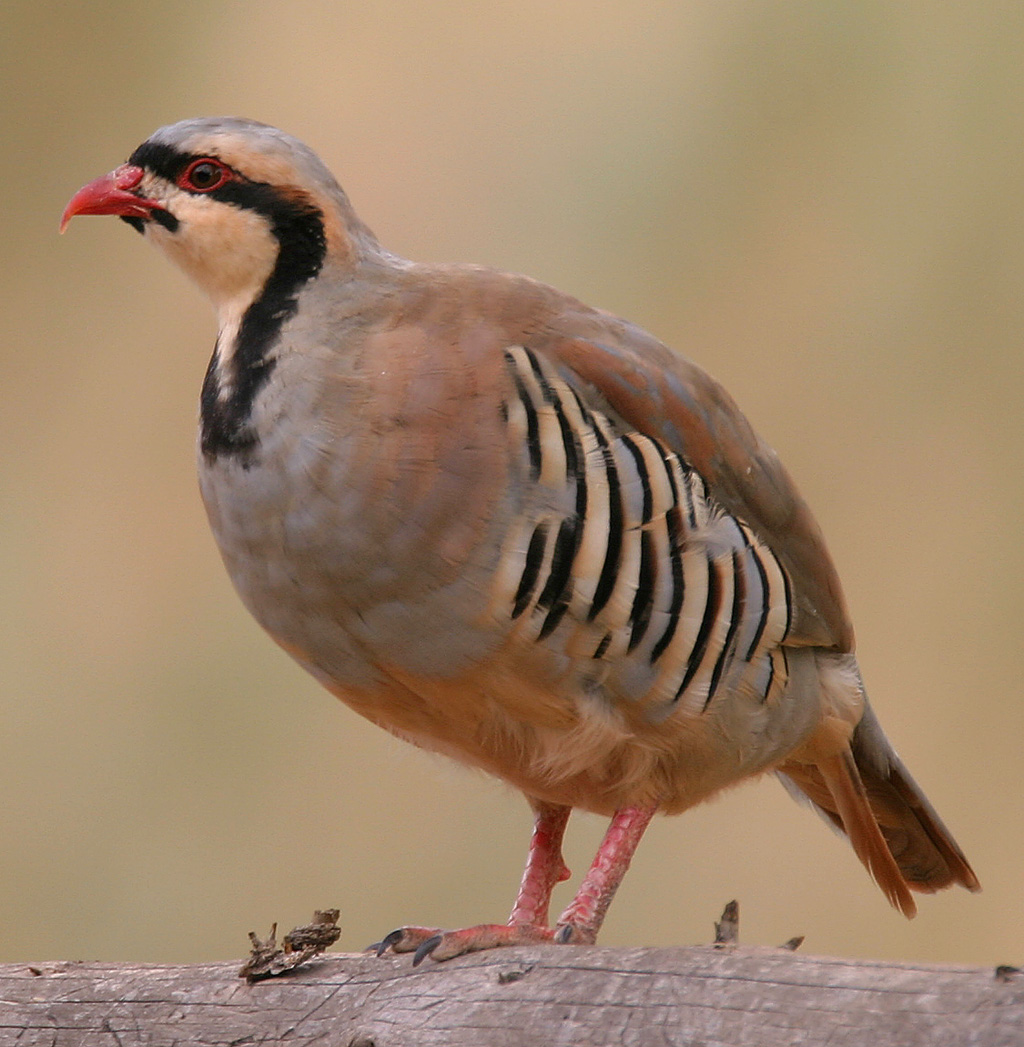

È un uccello di forma arrotondata, lungo 32–35 cm, dal dorso bruno chiaro, petto grigio e ventre marrone. La faccia è bianca, con una gorgiera nera. I fianchi sono striati di rossiccio e le zampe rosse. Quando vengono disturbati, preferiscono correre, piuttosto che volare, ma se necessario possono volare per una breve distanza, con le loro ali arrotondate.
È molto simile alla coturnice (Alectoris graeca), ma ha il dorso più scuro e la nuca giallastra. La gorgiera ben definita distingue questa specie dalla pernice rossa.

## Biologia

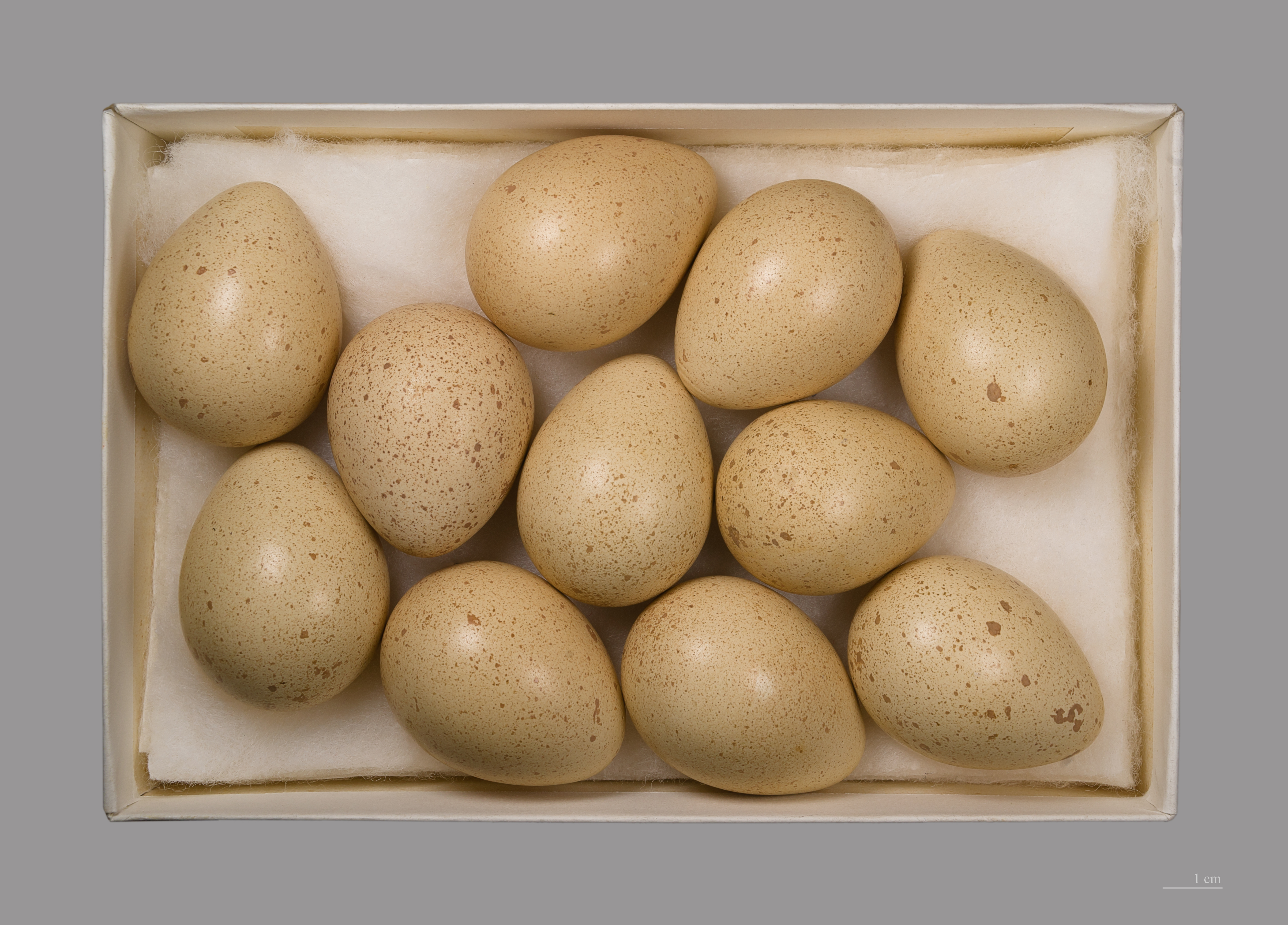
Uova di Alectoris chukar

È un uccello stanziale delle zone asciutte, aperte e collinose.
Si nutre di una grande varietà di semi e di alcuni insetti; comunque, il loro cibo preferito è il forasacco dei tetti, una pianta infestante.
Nei nidi, posti nelle depressioni del terreno, vengono deposte dalle otto alle venti uova.
Il canto è un rumoroso chuck-chuck-chukar-chukar.

## Distribuzione e habitat
Questa pernice è diffusa in Asia dal Pakistan e dall'Afghanistan, a est, fino all'Europa sud-orientale, a ovest.
È stata largamente introdotta e si è stabilita in Stati Uniti, Canada, Nuova Zelanda e Hawaii. In Gran Bretagna sono comuni ibridi tra questa specie e la pernice rossa (Alectoris rufa), anch'essa introdotta.

## Conservazione
Questa specie non è minacciata dalla perdita dell'ambiente, visto che abita in zone piuttosto remote e difficilmente raggiungibili. Le sue popolazioni sono molto influenzate, di anno in anno, dallo stato del clima durante la stagione riproduttiva.